# Aermacchi Ala Azzurra
L'Aermacchi Ala Azzurra è una motocicletta prodotta dalla casa italiana Aermacchi dal 1957 al 1967.

## Storia

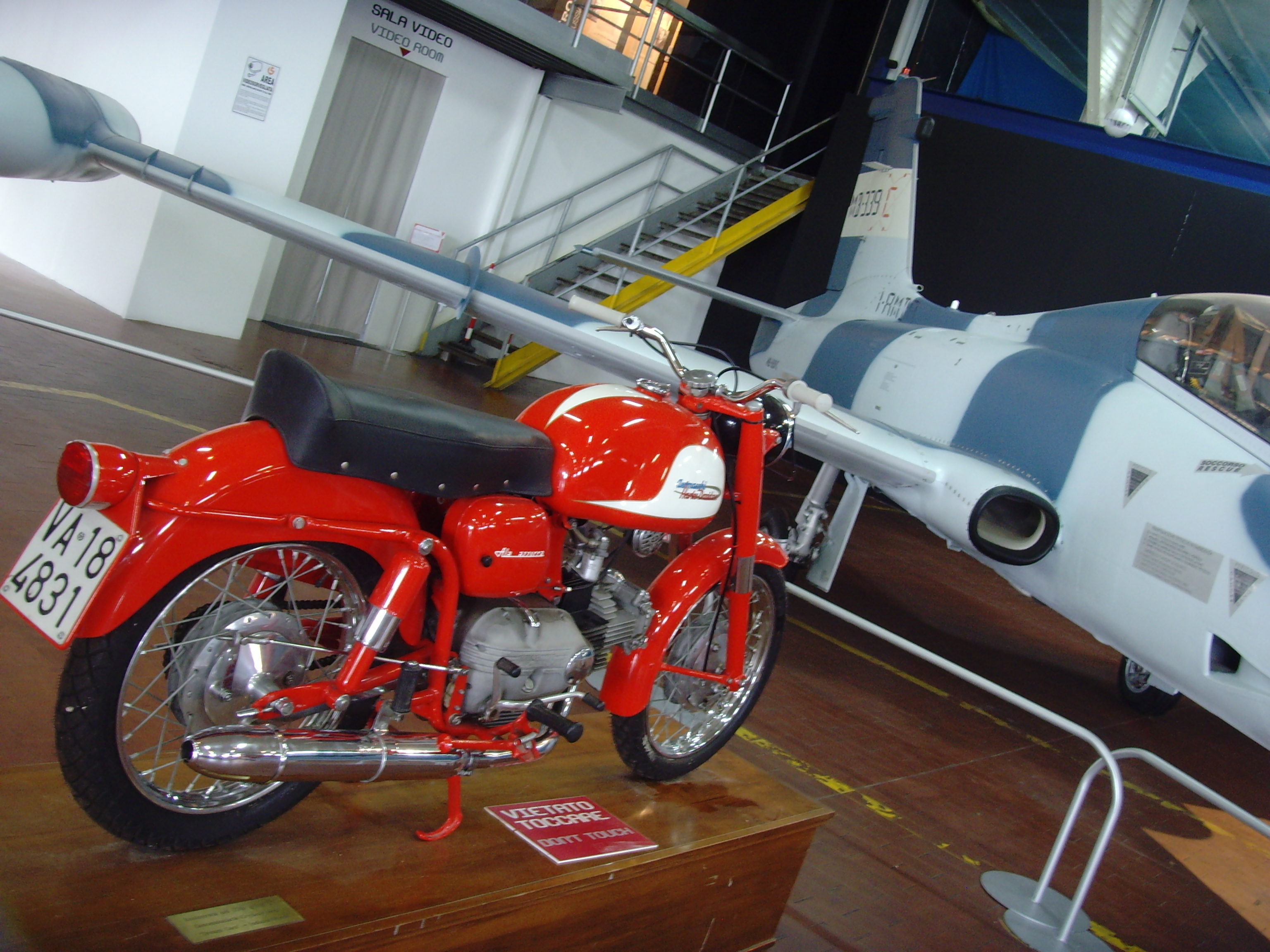
Ala azzurra 250 custodita all'interno del museo Aermacchi a Volandia

Il motore, un monocilindrico orizzontale dalla cilindrata totale di 246, ha la distribuzione ad aste e bilancieri con lubrificazione a carter umido. Il cambio è a quattro rapporti e con la trasmissione primaria a ingranaggi.
Il propulsore è alimentato tramite carburatore da 22 mm Dell'Orto senza filtro aria. Il serbatoio ha una capacità di 18 litri. Il terminale di scarico cromato è in posizione arretrata sul lato destro. Il sistema sospensivi si compone al posteriore da un forcellone, mentre all'anteriore si trova una forcella a steli rovesciati.
Le ruote sono da 17″ a raggi e hanno freni a tamburo. Il freno posteriore è azionato da un pedale posto sul lato sinistro del motore mentre quello anteriore da una leva posto sul manubrio.